# 加默尔斯豪森
加默尔斯豪森是德国巴登-符腾堡州的一个市镇。总面积3.31平方公里，总人口1470人，其中男性766人，女性704人（2011年12月31日），人口密度444人/平方公里。